# John Hammersley

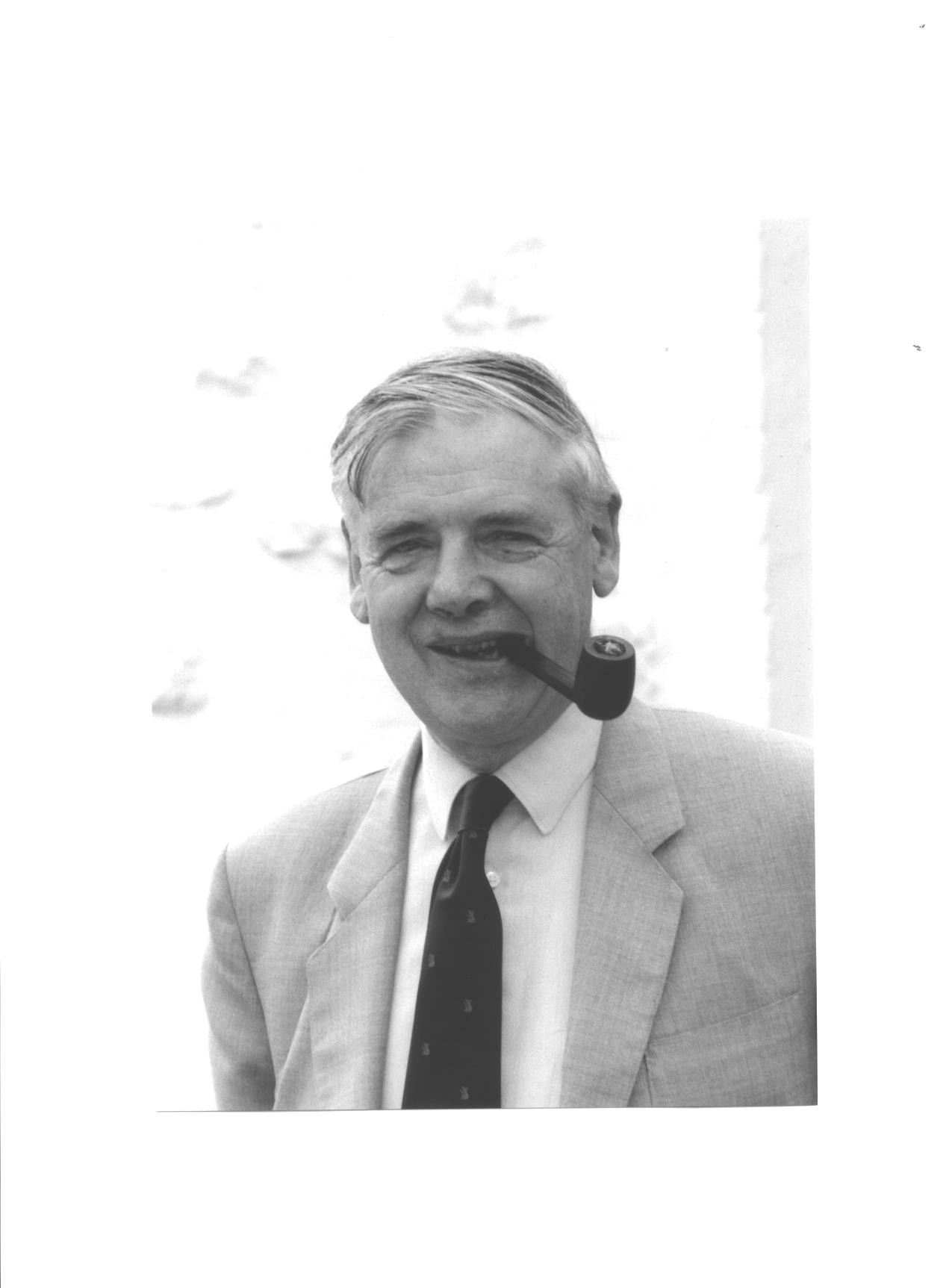
John Hammersley, 1987

John Michael Hammersley (* 21. März 1920 in Helensburgh, Dunbartonshire; † 2. Mai 2004 in Oxford) war ein britischer Mathematiker, der sich mit Wahrscheinlichkeitstheorie beschäftigte.

## Leben
Hammersley studierte an der University of Cambridge (Emmanuel College), unterbrochen von seiner Zeit bei der Royal Artillery im Zweiten Weltkrieg, bei der er zunächst der Flak zugeteilt war und sich aus eigener Initiative durch verschiedene Verbesserungsvorschläge in der Ballistik einen Namen machte. 1946 ging er wieder an die Universität, wo er 1948 seinen Abschluss machte (mit Bestnoten als Wrangler in den Tripos-Prüfungen). Danach arbeitete er in Oxford am statistischen Entwurf von Experimenten.
Von 1955 bis 1959 war er leitender Wissenschaftler im Atomic Energy Research Establishment in Harwell. Danach war er Forscher am Institute of Economics and Statistics der Universität Oxford, und 1961 bis 1969 Senior Research Fellow am Trinity College in Oxford. Seit 1969 war er Professorial Fellow (und Reader in Mathematical Statistics) an der Universität Oxford. 1987 emeritierte er, blieb aber bis 2000 in Teilzeit Berater des Oxford Centre for Industrial and Applied Mathematics (OCIAM).
Er ist einer der Begründer der Perkolationstheorie und befasste sich mit Monte-Carlo-Simulation (er galt hier als Experte), Zufallspfaden (speziell Self Avoiding Random Walks) und Zufalls-Wachstumsprozessen (Random Growth Processes wie Wachstum von Eden-Clustern und Dendritisches Wachstum von Kristallen). Er vertrat die Ansicht, dass einfach ausführbare Zufallsexperimente zum empfehlenswerten Handwerkszeug jedes Statistikers gehörten. Als Mathematiker legte er weniger Wert auf abstrakte Theorien als auf das Lösen konkreter Probleme, und Geoffrey Grimmett charakterisierte ihn in seinem Nachruf sogar als einen der herausragenden Problemlöser der Mathematik des 20. Jahrhunderts. Er kritisierte öffentlich die Vernachlässigung von Problemlösungsfertigkeiten in der Neuen Mathematik der 1960er Jahre.
1976 wurde er Fellow der Royal Society. 1966 erhielt er die von Neumann Medaille für Angewandte Mathematik der Universität Brüssel, 1980 war er Rouse Ball Lecturer an der Universität Cambridge, 1984 erhielt er die Goldmedaille des Institute of Mathematics and its Applications und 1997 erhielt er den Pólya-Preis der London Mathematical Society.
Hammersley leistete auch Beiträge zum Sofaproblem.
Zu seinen Doktoranden zählt Geoffrey Grimmett.
Er war seit 1951 verheiratet und hatte zwei Söhne.

## Schriften
- mit David Handscomb: Monte Carlo Methods, Methuen, London 1964
- mit Simon Ralph Broadbent: Percolation processes, Teil 1,2, Proc. Cambridge Philosophical Society, Band 53, 1957, S. 629–641, 642–645